# Бутово (село, муниципальный округ Егорьевск)
Бу́тово — село в муниципальном округе Егорьевск Московской области России.

## Название
Название связано с некалендарным личным именем Бут.

## География
Село Бутово расположено в восточной части муниципального округа Егорьевск, примерно в 25 километрах к юго-востоку от города Егорьевск. В 1 километре к востоку от села протекает река Цна. Высота над уровнем моря 127 метров.

## История
На момент отмены крепостного права в России деревня принадлежала помещику Мерлину. После 1861 года деревня вошла в состав Починковской волости Егорьевского уезда. Приход находился в селе Жабки.
В 1926 году деревня входила в Жабковский сельсовет Починковской волости Егорьевского уезда.
До 1994 года Бутово входило в состав Починковского сельсовета Егорьевского района, в 1994—2004 годы — Починковского сельского округа, а в 2004—2006 годы — Подрядниковского сельского округа.
Постановлением Губернатора Московской области от 30 июля 2018 года № 313-ПГ категория населённого пункта изменена с «деревня» на «село».
До 2015 года входила в состав сельского поселения Юрцовское.
В 2015 году вошла в состав городского округа Егорьевск, образованного в том же году путем упразднения Егорьевского района и объединения всех его поселений в единый городской округ.

## Демография
В 1885 году в селе проживало 280 человек, в 1905 году — 358 человек (178 мужчин, 180 женщин), в 1926 году — 283 человека (120 мужчин, 163 женщины). По переписи 2002 года — 16 человек (8 мужчин, 8 женщин). Население — 31 человек (2010).
| 1859 | 1868 | 1885 | 1905 | 1926 | 2002 | 2006 |
| ---- | ---- | ---- | ---- | ---- | ---- | ---- |
| 271  | ↘269 | ↗280 | ↗358 | ↘283 | ↘16  | ↘15  |
| 2010 |      |      |      |      |      |      |
| ↗31  |      |      |      |      |      |      |